# Enrique Linés Escardó
Enrique Linés Escardó (Logroño, 8 de noviembre de 1914 - Madrid, 31 de agosto de 1988) fue un matemático español. Miembro de la Real Academia de Ciencias Exactas, Físicas y Naturales. Fue un Doctor en Ciencias Exactas y Director del Departamento de Matemáticas Fundamentales en la Universidad Nacional de Educación a Distancia y catedrático de Ciencias Matemáticas de las Universidades de Zaragoza, Barcelona y Complutense. Antes de acceder a la Cátedra en España, fue docente en la Universidad de Jena.
En 1940 se Doctora con el trabajo El método de la función arbitraria en el Cálculo de Probabilidades dirigido por Tomás Rodríguez Bachiller.
En el año 1942 fue distinguido con un premio del CSIC por su trabajo Aplicaciones de la Teoría de las redes regulares al estudio de las funciones cuasiperiódicas.
Como Catedrático en la Universidad de Barcelona en Análisis II y Teoría de Números renovó el contenido de la primera de estas disciplinas llegando a introducir el estudio sistemático del cálculo diferencial en espacios normados y la integración en variedades.
Participa en la edición de la revista Collectanea Mathematica, de la que fue director.
Entre 1951-1952 en la Universidad de Maryland, formó parte en los trabajos del Institute for Applied Mathematics.
Dio conferencias sobre La aplicación de la Teoría de las funciones analíticas. 
En la Universidad Complutense, a partir del curso 1970-71, dictó cursos sobre Teoría de la aproximación y Desarrollos asintóticos y sus aplicaciones.
Fue Secretario General de la Universidad de Barcelona y Académico electo de la Real Academia de Ciencias y Artes de Barcelona y actualmente correspondiente de la misma. 
De 1970 a 1976 ocupó la presidencia de la Real Sociedad Matemática Española. Fue consejero adjunto del Patronato Alfonso el Sabio del CSIC y Jefe del Departamento de Matemática Aplicada.

## Libros
- Linés Escardó, Enrique (1943). Aplicaciones de la teoría de redes regulares al estudio de las funciones cuasiperiódicas. Consultado el 28 de junio de 2017.

- Linés Escardó, Enrique (1975). Análisis matemático II. ISBN 84-362-0257-0. Consultado el 28 de junio de 2017.

- Linés Escardó, Enrique (1976). Análisis matemático IV. Universidad Nacional de Educación a Distancia, Ministerio de Educación y Ciencia. ISBN 84-362-0803-X. Consultado el 28 de junio de 2017.